# Dicliptera chinensis
Dicliptera chinensis är en akantusväxtart som först beskrevs av Carl von Linné, och fick sitt nu gällande namn av Antoine Laurent de Jussieu. Dicliptera chinensis ingår i släktet Dicliptera och familjen akantusväxter. Inga underarter finns listade i Catalogue of Life.

## Bildgalleri

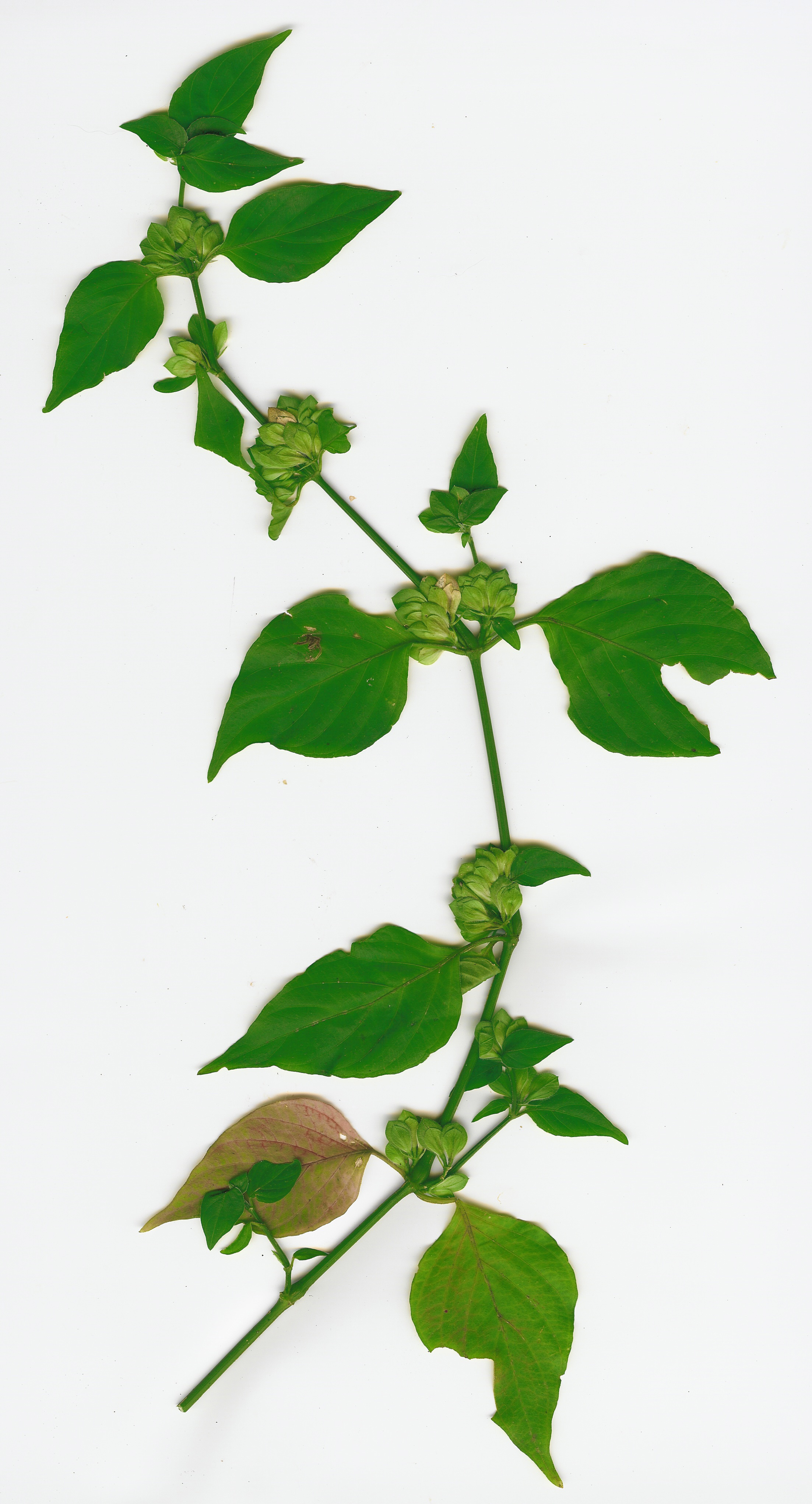
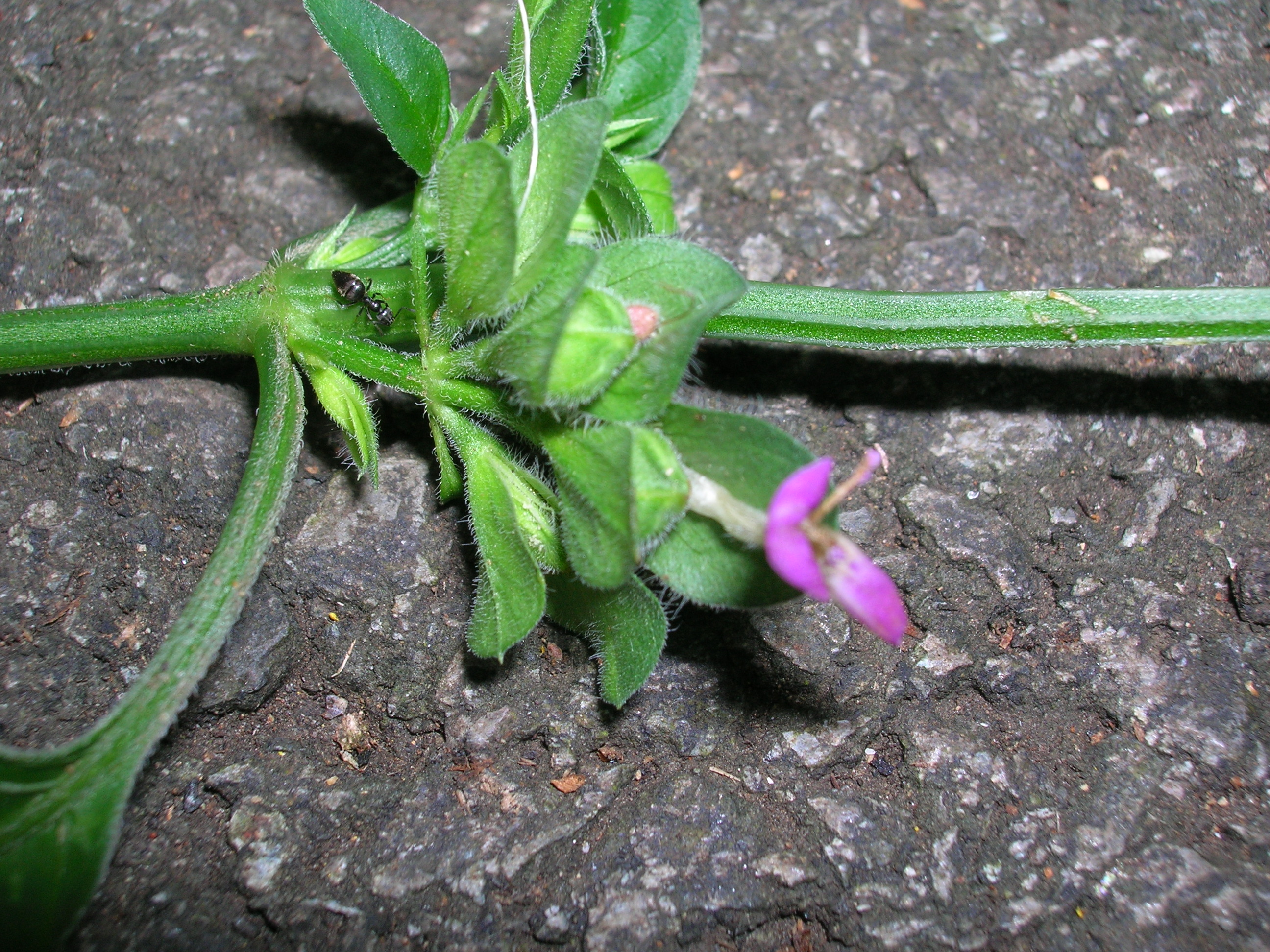
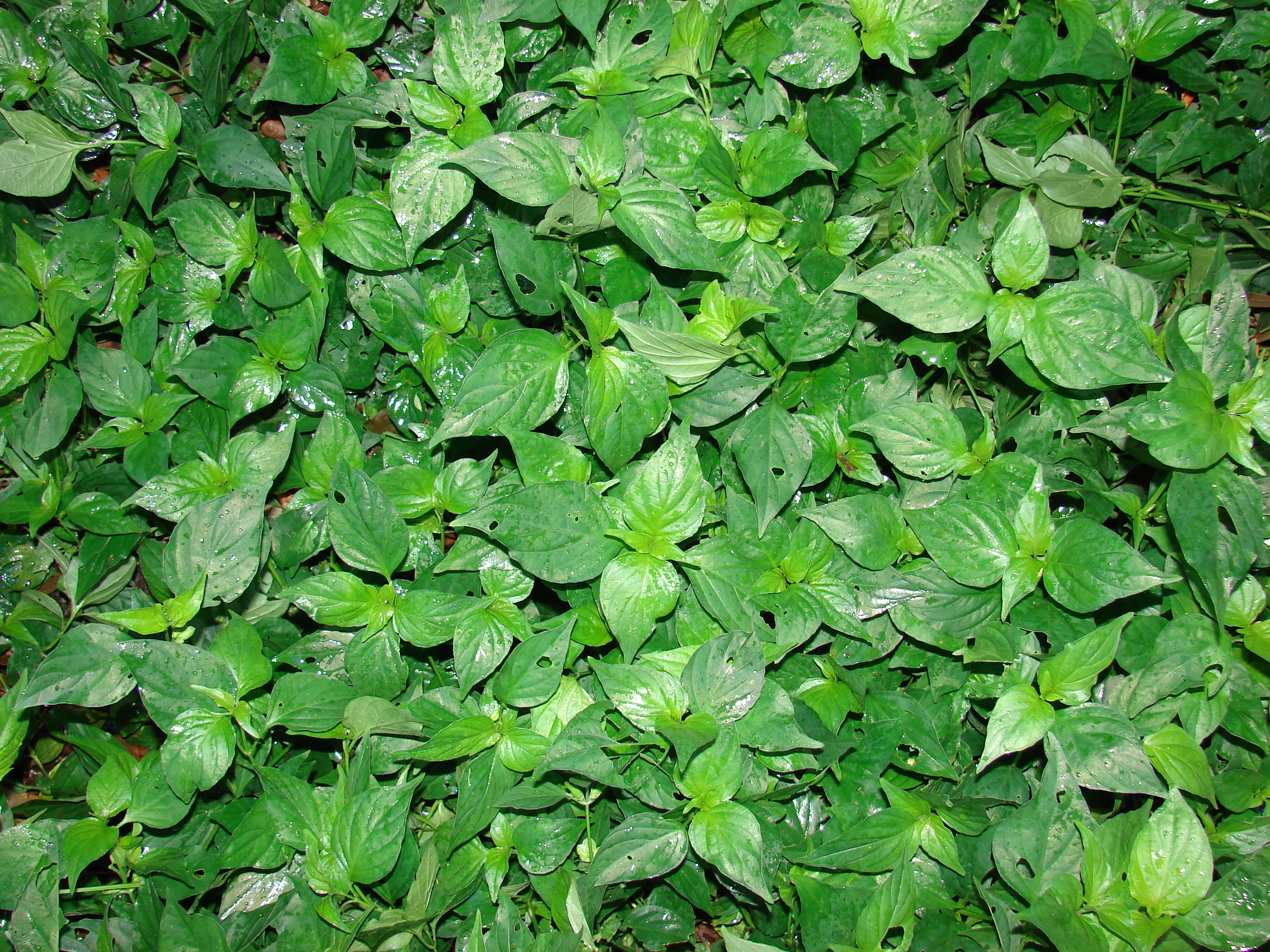
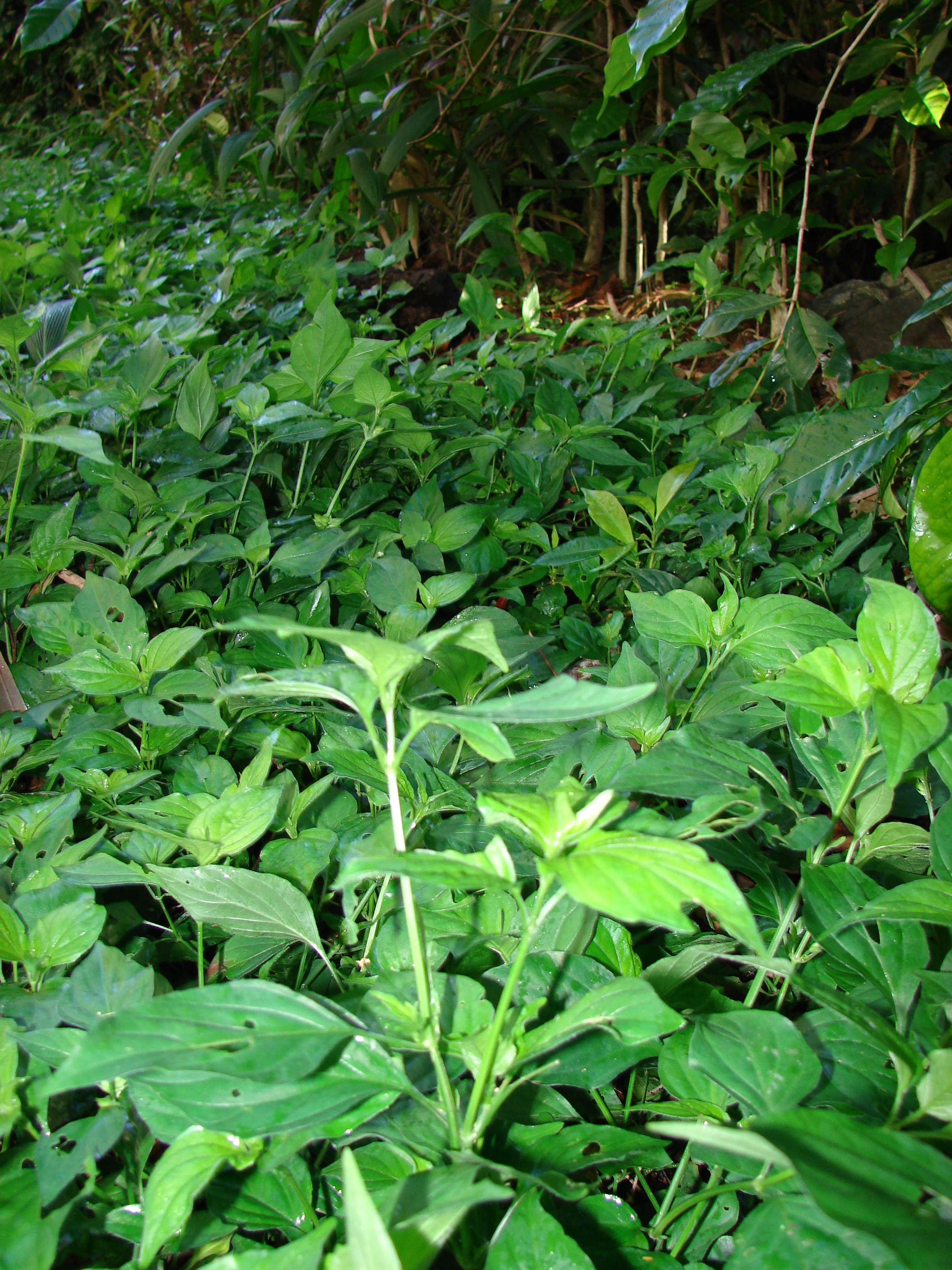